# قانون علامات صنعتی و تجاری
قانون علامات صنعتی و تجاری نخستین قانون مالکیت فکری در ایران است که در دوره پنجم مجلس شورای ملی به تصویب رسیده و مشتمل بر ۱۸ ماده، ۶ تبصره و ۱۱ بند است. این قانون در سال ۱۳۱۰ مورد بازنگری قرار گرفته و توسط قانون ثبت علائم و اختراعات منسوخ شد. بدین ترتیب نظام مالکیت فکری در ایران، قدمت بیشتری در مقایسه با سایر کشورهای در حال توسعه دارد.
از تصویب این قانون، به عنوان نخستین اقدام برای سازماندهی اقتصاد تجاری ایران در فاصلهٔ سال‌های ۱۳۰۳ تا ۱۳۰۹ نام برده می‌شود. تلاش برای ثبت علامت‌های صنعتی و تجاری از بهمن ۱۲۹۸ با تصویب لایحهٔ پیشنهادی وزارت فلاحت، تجارت و فوائد عامه تحت عنوان «لایحهٔ استقرار و حفظ نام شرکت تجارت‌خانه‌ها و جلوگیری از تقلید علامت کارخانه‌ها» آغاز شد و با طرح قانون علامت‌های تجاری در سال ۱۳۰۰ توسط وزارت مالیه ادامه پیدا کرد. در فاصلهٔ زمانی ارایه لایحه به مجلس در ۲ خرداد ۱۳۰۳ تا زمان تصویب آن، بحث‌های طولانی صورت گرفت و نمایندگان موافق و مخالف به بیان دیدگاه‌های خود در خصوص لزوم تصویب یا غیرضروری بودن تصویب چنین طرحی پرداختند. مفاد این قانون شامل مواردی چون لزوم ثبت علامت‌های تجاری در وزارت تجارت برای برخورداری از حق انحصاری در حوزه تجارت، چگونگی ثبت علامت‌های تجاری، چگونگی انتقال حق علامت‌های تجاری به دیگران، مدت زمان قانونی حق علامت‌های تجاری و چگونگی برخوردار شدن تجار خارجی از حق ثبت علامت‌های تجاری بود.